# Андреас Куффнер (льотчик)
Андреас Куффнер (нім. Andreas Kuffner; 30 травня 1918, Мюнхен — 30 квітня 1945, Шверін) — німецький льотчик-ас штурмової авіації, гауптман люфтваффе. Кавалер Лицарського хреста Залізного хреста з дубовим листям.

## Біографія
В 1937 році вступив у міську адміністрацію Мюнхена. З початком Другої світової війни призваний в зенітну артилерію. Учасник Французької кампанії. В серпні 1940 року переведений в авіацію. Після закінчення авіаційного училища в січні 1942 року зарахований в 2-у ескадру пікіруючих бомбардувальників. Учасник Німецько-радянської війни. В квітні 1942 року здійснив свій 200-й бойовий виліт. Учасник боїв під Сталінградом. З весни 1943 року командував ескадрильєю. Був збитий, отримав тяжкий струс мозку, і йому було заборонено літати. Після цього був призначений інструктором. На особисте прохання знову направлений на фронт і 7 березня 1944 року очолив 10-у (протитанкову) ескадрилью 3-ї ескадри підтримки сухопутних військ, на чолі якої воював на Півдні Росії в Румунії, а з липня 1944 року — в Прибалтиці. З 7 січня 1945 року — командир створеної на базі його ескадрильї 3-ї (протитанкової) ескадрильї 9-ї ескадри підтримки сухопутних військ. Наприкінці війни його літак був збитий і Куффнер загинув.
Всього за час війни здійснив понад 1000 бойових вильотів.

## Нагороди
- Нагрудний знак пілота
- Залізний хрест
  - 2-го класу (22 червня 1940)
  - 1-го класу (19 березня 1942)
- Почесний Кубок Люфтваффе (25 травня 1942)
- Німецький хрест в золоті (25 вересня 1942)
- Лицарський хрест Залізного хреста з дубовим листям
  - лицарський хрест (16 квітня 1943) — за 600 бойових вильотів.
  - дубове листя (№ 684; 20 грудня 1944) — за 745 бойових вильотів, під час яких знищив 60 танків.
- Авіаційна планка штурмовика в золоті з підвіскою «1000»